# Östra gölarna (östra)
Östra gölarna (den östra av två) är en sjö i Finspångs kommun i Östergötland och ingår i Nyköpingsåns huvudavrinningsområde.